# Louis de Brézé

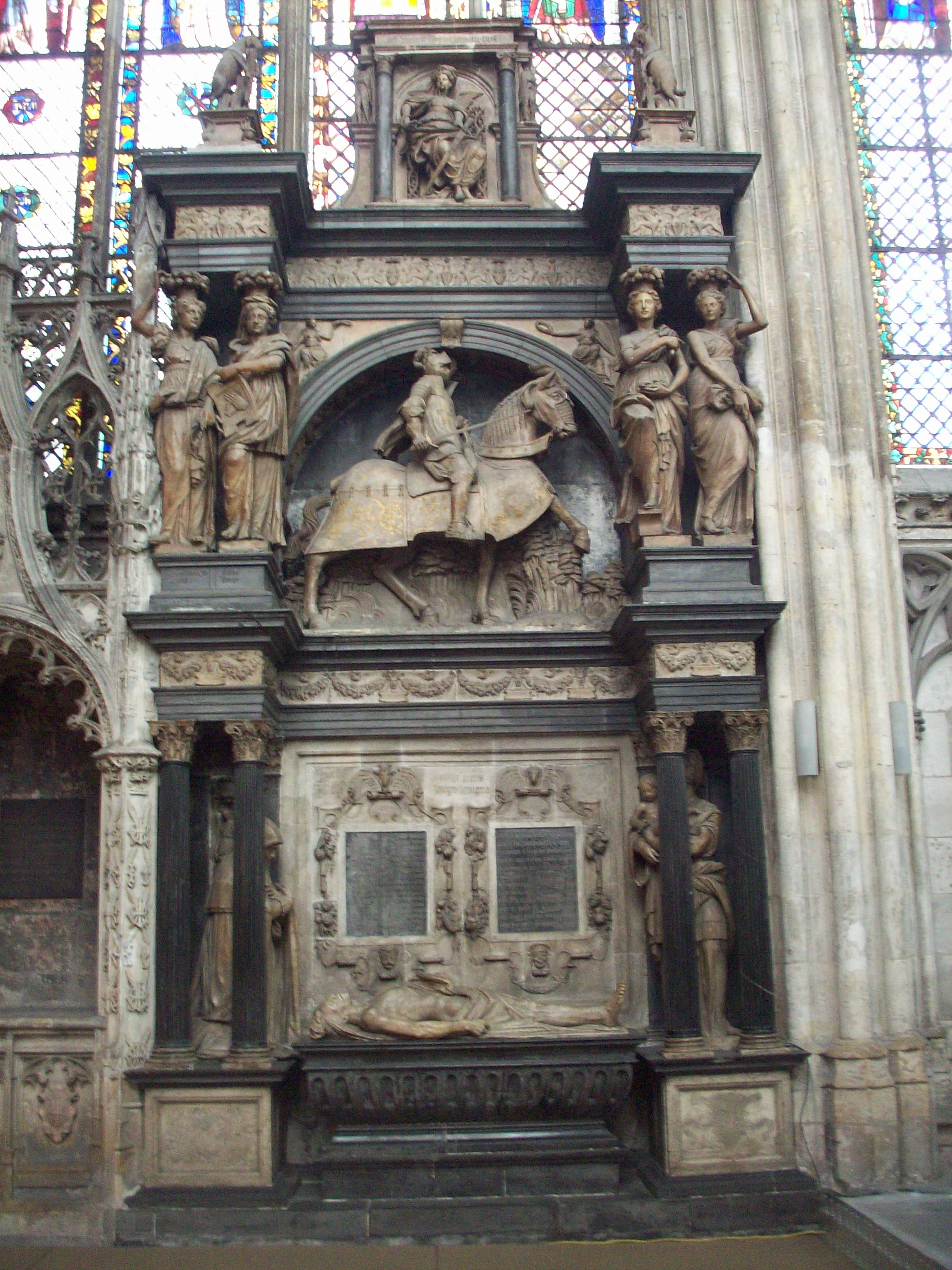
Grabmal des Louis de Brezé, 16. Jahrhundert, Alabaster und Marmor, in der Kathedrale von Rouen

Louis de Brézé (* im 15. Jahrhundert; † 23. Juli 1531) aus dem Haus Brézé war Graf von Maulévrier. Er war der Sohn von Jacques de Brézé und Charlotte de France, einer unehelichen Tochter des Königs Karl VII. mit Agnès Sorel.
Der König ernannte ihn zum Ersten Kammerherrn und Großjägermeister von Frankreich. Wie sein Großvater war er Kapitän von Rouen, wie dieser und sein Vater Großseneschall von Normandie (1490–1531). Darüber hinaus wurde er zum Marschall der Normandie ernannt.
Bekannt ist er vor allem als Ehemann von Diane de Poitiers (1499–1566), Tochter von Jean de Poitiers, die er wohl als 15-Jährige heiratete (der Ehevertrag datiert vom 29. März 1514) und von der er zwei Töchter bekam:
- Françoise, † 14. Oktober 1557, Gräfin von Maulévrier, Dame d’Arlempdes, et de Vielprat; ⚭ 19. Januar 1538 in Paris Robert IV. de La Marck, 1536 Herr von Sedan etc., 1552 Herzog von Bouillon, Marschall von Frankreich, † 4. November 1556
- Louise, † Januar 1577, Dame d’Anet, ⚭ 1. Januar 1547 Claude de Lorraine, 1550 Herzog von Aumale, Pair von Frankreich, † 3. März 1573 (Haus Guise)

Am 24. April 1530 wurde der Heiratsvertrag zwischen König Franz I. und Katharina von Medici auf Schloss Anet im Beisein Louis de Brézés, dem das Haus gehörte, und seiner Frau Diana unterzeichnet. Nach dem Tod ihres wesentlich älteren Ehemanns 1531 kehrte Diana an der Pariser Hof zurück, wo sie vier Jahre später die Mätresse des späteren Königs Heinrich II. wurde.